# 7,62 × 39 mm

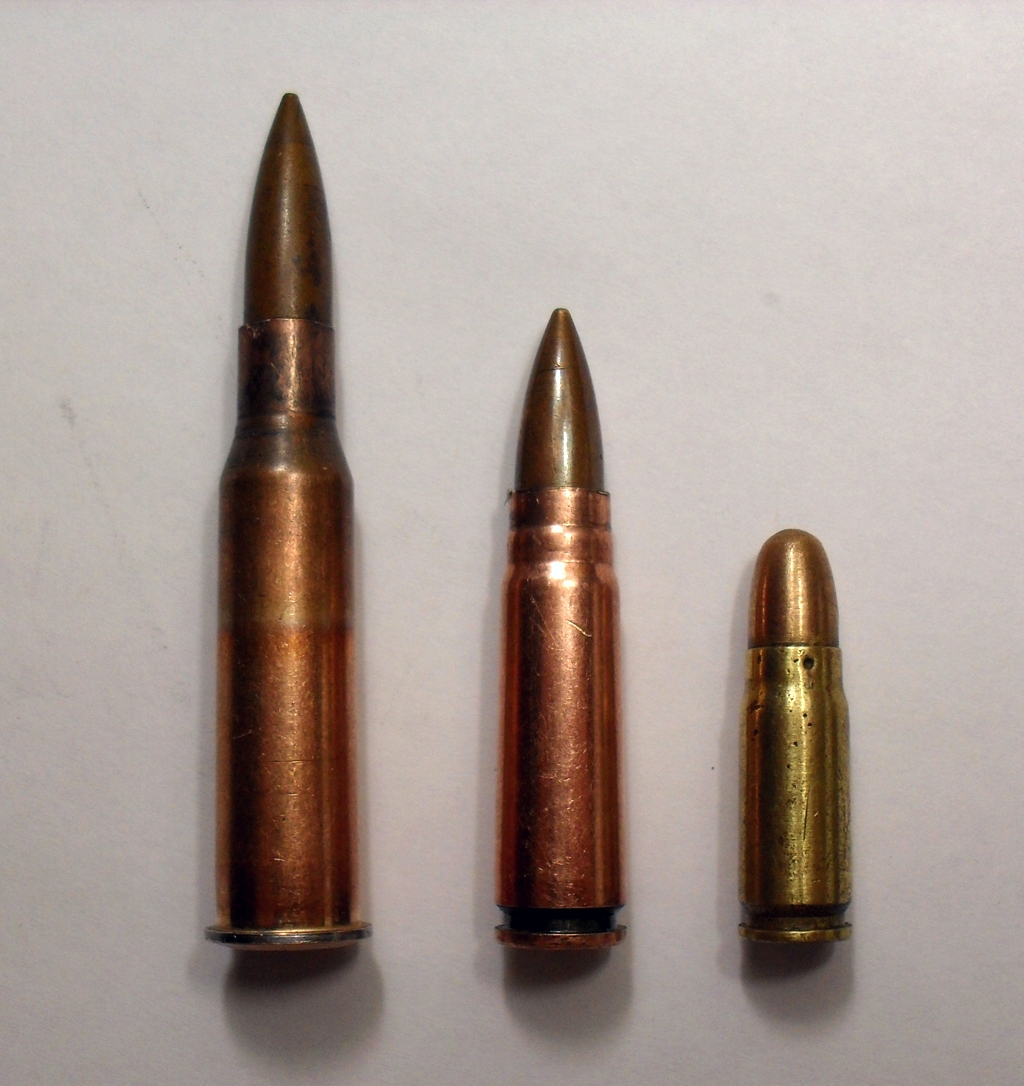
De izquierda a derecha: 7,62 x 54 R, 7,62 x 39 y un 7,62 x 25 Tokarev.

El 7,62 x 39 es una munición de fusil de origen soviético, usado en la actualidad y manufacturado por países del antiguo bloque soviético.

## Desarrollo

Esquema con las dimensiones de un cartucho 7,62 × 39 mm

El 7,62 x 39 fue diseñado durante la Segunda Guerra Mundial y utilizado por la carabina SKS. El cartucho fue influido por una variedad de productos extranjeros, especialmente la munición experimental alemana de preguerra GeCo 7,75 x 39 mm, y posiblemente por el 7,92 x 33 Kurz alemán (kurz significa corto en alemán). Más tarde fue creado para usar este cartucho el fusil de asalto más conocido del mundo: el AK-47. El cartucho mantuvo la carga soviética estándar hasta los años setenta, y es todavía con mucho el cartucho más utilizado en el planeta. Su reemplazo, el 5,45 × 39 mm es igual de potente debido a su peculiar construcción y es más controlable en fuego automático (debido a su bajo retroceso), pero más caro. Del cambio fue en parte responsable el Ejército de Estados Unidos al cambiar su munición reglamentaria 7,62 × 51 OTAN al 5,56 x 45 OTAN.

## Prestaciones
Al contrario del 7,62 x 51 OTAN, el 7,62 x 39 ruso es de menor potencia, lo que conlleva también menor alcance y letalidad, pero también menos peso, retroceso y tamaño. Esto se nota especialmente en fuego a ráfagas. Además, su capacidad lesiva a distancias habituales de combate es normalmente adecuada. Cuando la OTAN se dio cuenta de estas ventajas, adoptó el calibre 5,56 x 45 OTAN. 
Más pequeño y ligero que el ruso, pero de velocidad muy alta que lo compensaba (950 m/s del 5,56 mm frente a los 715 del 7,62 mm ruso). Las prestaciones de letalidad de las dos tipos de munición son pues más o menos similares. Aunque el diseño ruso parece desempeñarse mejor en armas con cañones cortos, pues la pérdida de velocidad que esto supone no le afecta tanto. Sin embargo, es menos preciso que el calibre OTAN. Aunque estas diferencias son menores. La munición estándar militar rusa de 7,62 mm dispara una bala de 8 gramos (123 grains) a 715 m/s.
En general, la munición de 7.62x39 es una excelente opción para aquellos que buscan usar una ronda de munición confiable y precisa. Es relativamente económico, ofrece buena precisión y potencia, y puede usarse en varias armas de fuego. Esto lo convierte en una excelente opción para la caza y el tiro al blanco.

## Algunas armas que usan el 7,62 x 39
- SKS
- AK-47
- AKM
- AKMSU
- RPK
- RPD
- AK-103
- OTs-14 Groza
- AK-104
- AK-12
- Vz. 58
- Vz. 52
- Zastava M70
- Rk 62
- AK-63
- AMD-65
- Pistol Mitralieră model 1965
- Tipo 56
- Norinco Tipo 86S
- Tipo 58
- FB Beryl
- Arsenal AR-M1

## Usuarios

### Fabricantes/usuarios
- Rusia
- Bielorrusia
- Bulgaria
- Cuba
- Egipto
- República Checa
- China
- Perú
- Finlandia
- Hungría
- Irak
- Polonia
- Rumania
- Israel
- Serbia
- Siria
- Ucrania
- Venezuela
- Chile

### Únicamente fabricantes
- Bélgica
- Alemania
- Estados Unidos
- Países Bajos
- Sudáfrica

### Únicamente usuarios
- Afganistán
- Croacia
- Sri Lanka
- Colombia
- Vietnam
- México

### Anteriores
- Unión Soviética
- Alemania Oriental
- Alemania Occidental
- Yugoslavia